# Вестонария
Вестонария (Westonaria) — административный центр местного муниципалитета Вестонария в районе Уэст-Ранд провинции Гаутенг (ЮАР).